# Gryżynka (potok)
Gryżynka (Gryżyński Potok) – potok w województwie lubuskim, prawy dopływ Odry.

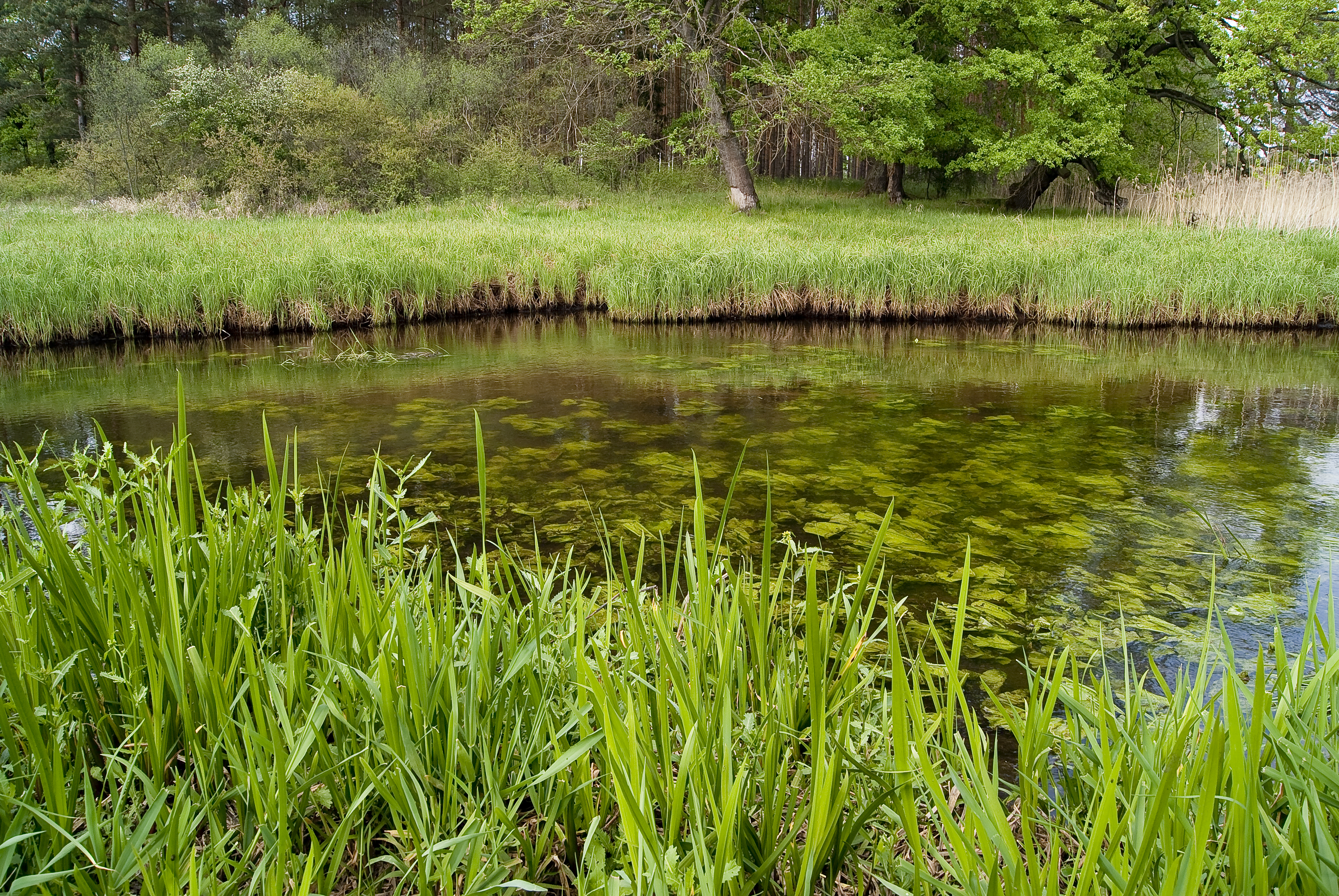
Gryżynka

Źródła na wysokości ok. 75 m n.p.m. koło wsi Gryżyna, ujście na wysokości ok. 42 m n.p.m., długość 15,98 km, główny dopływ Kozłowiec (lewy). Płynie w większości przez teren Gryżyńskiego Parku Krajobrazowego, przepływając przez kilka stawów hodowlanych. Potok płynie przez teren mocno urozmaicony, głęboko wciętą doliną. Wartki nurt potoku był w przeszłości wykorzystywany do napędzania kilku młynów wodnych, przy czym zachowały się pozostałości 2 z nich (Strzelnik i Zaskórz) w górnym biegu.